# Chaenogobius
Chaenogobius — рід риб родини Оксудеркових (Oxudercidae). Мешкають на заході Тихого океану біля берегів Азії.

## Класифікація
Існують два визнаних види у цьому роді:
- Chaenogobius annularis T. N. Gill, 1859
- Chaenogobius gulosus (Sauvage, 1882)